# Tuklaty
Tuklaty (en allemand : Tuklat) est une commune du district de Kolín, dans la région de Bohême-Centrale, en République tchèque. Sa population s'élevait à 1 034 habitants en 2020.

## Géographie
Tuklaty se trouve à 6,5 km à l'ouest-nord-ouest de Český Brod, à 25 km au sud-est du centre de Prague et à 31,5 km à l'ouest-nord-ouest de Kolín.
La commune est limitée par Horoušany au nord, par Břežany II et Rostoklaty à l'est, par Tismice et Přišimasy au sud, et par Úvaly à l'ouest.

## Histoire
La première mention écrite de la localité date de 1207.

## Administration
La commune se compose de deux quartiers :
- Tuklaty
- Tlustovousy

## Transports
Par la route, Tuklaty se trouve à 9,5 km de Český Brod, à 28 km du centre de Prague et à 34 km de Kolín.